# Songs (Riccardo Cocciante)
Songs è un album di Riccardo Cocciante del 2005 contenente sedici brani in quattro lingue diverse.

## Tracce
1. Songs
2. Loin dans mon vertige
3. Sulle labbra e nel pensiero
4. Libertad, ¿Quien eres tu?
5. Echoes
6. Tu Italia
7. Si grand
8. Ella
9. Beatles generation
10. Ni dieu, ni ange
11. Cuando tu
12. A questa vita
13. Tellement
14. Quiero màs
15. La musica senza perché
16. The singer

I testi sono di Tonio K.  - P. Panella - J.L. Dabadie - J. Voss - J.J. Goldman - A. Boublil - E. Anais - E. Ruggeri. Le musiche di R. Cocciante.

L'album è stato presentato in Francia durante una puntata della trasmissione 'Vivement Dimanche' duettando con l'attrice Monica Bellucci sulle note di Margherita.